# Список Героев Российской Федерации, награждённых за участие в войне в Грузии (2008)
В таблице перечислены военнослужащие Вооружённых Сил Российской Федерации, удостоенные звания Героя России за участие в войне в Грузии (август 2008). Таблица составлена на основе открытых источников, поэтому может быть неполной.
 Серым цветом в таблице выделены Герои, удостоенные звания посмертно. 
Информация в таблице может быть отсортирована по ФИО, воинской части, званию и дате присовения.
| Имя                              | Воинская часть | Звание                    | Дата присвоения  | Примечания                            |
| -------------------------------- | --- | ------------------------- | ---------------- | ------------------------------------- |
| Абдуллин, Раушан Мухамедович     | 10-я отдельная бригада специального назначения Северо-Кавказского военного округа, разведчик-сапёр                                                     | Рядовой                   | 9 сентября 2009  | Погиб 8 августа 2008                  |
| Анашкин, Геннадий Владимирович   | 76-я гвардейская десантно-штурмовая дивизия, командир 104-го гвардейского десантно-штурмового полка                                                    | Гвардии полковник         | 5 сентября 2008  |                                       |
| Богодухов, Владимир Иванович     | 4-й Центр боевого применения и переучивания лётного состава                                                                                            | Подполковник              | 14 октября 2008  |                                       |
| Ветчинов Денис Васильевич        | 19-я мотострелковая дивизия, заместитель командира 135-го мотострелкового полка по воспитательной работе                                               | Майор                     | 14 августа 2008  | Погиб 9 августа 2008                  |
| Едаменко, Владимир Евгеньевич    | 4-е Командование ВВС и ПВО, 1-я гвардейская смешанная авиадивизия, 368-й штурмовой авиаполк                                                            | Майор                     | 5 сентября 2008  | Погиб в боевом вылете 9 августа 2008  |
| Кобылаш, Сергей Иванович         | 4-е Командование ВВС и ПВО, 1-я гвардейская смешанная авиадивизия, 368-й штурмовой авиаполк, командир полка                                            | Полковник                 | 5 сентября 2008  |                                       |
| Конюхов, Иван Иванович           | 4-е Командование ВВС и ПВО, 1-я гвардейская смешанная авиадивизия, 461-й штурмовой авиаполк, командир звена                                            | майор                     | 5 сентября 2008  | Вернулся на базу на подбитом самолёте |
| Красов, Андрей Леонидович        | 76-я гвардейская десантно-штурмовая дивизия, заместитель командира дивизии                                                                             | Гвардии полковник         | 5 сентября 2008  |                                       |
| Марченко, Антон Александрович    | ССПМ: 19-я мотострелковая дивизия, механик-водитель БМП                                                                                                | Рядовой                   | 1 октября 2008   | Погиб 8 августа 2008                  |
| Мыльников, Сергей Андреевич      | 19-я мотострелковая дивизия, 141-й отдельный танковый батальон, командир танка                                                                         | Сержант                   | 19 сентября 2008 |                                       |
| Нефф, Виталий Витальевич         | 42-я мотострелковая дивизия, 71-й гвардейский мотострелковый полк, командир танкового взвода                                                           | Гвардии младший лейтенант | 1 октября 2008   | Погиб 10 августа 2008                 |
| Нечаев, Иван Владимирович        | 4-е Командование ВВС и ПВО, 1-я гвардейская смешанная авиадивизия, 368-й штурмовой авиаполк, заместитель командира эскадрильи по воспитательной работе | Капитан                   | 5 сентября 2008  | Вернулся на базу на подбитом самолёте |
| Пуцыкин, Алексей Викторович      | 76-я гвардейская десантно-штурмовая дивизия, 104-гвардейский десантно-штурмовой полк, заместитель командира 4-й роты по вооружению                     | Гвардии старший лейтенант | 5 сентября 2008  | Погиб 12 августа 2008                 |
| Ржавитин, Игорь Викторович       | 929-й Государственный летно-испытательный центр, штурман-испытатель                                                                                    | Полковник                 | 11 сентября 2008 | Погиб в боевом вылете 9 августа 2008  |
| Сергеев, Владимир Борисович      | 16-я воздушная армия, 105-я смешанная авиадивизия, 455-й бомбардировочный авиаполк, начальник воздушной огневой и тактической подготовки полка         | Майор                     | 14 октября 2008  |                                       |
| Сторожук, Олег Викторович        | 4-й Центр боевого применения и переучивания лётного состава, начальник отдела фронтовой авиации                                                        | Полковник                 | 14 октября 2008  |                                       |
| Тимерман, Константин Анатольевич | ССПМ: 19-я мотострелковая дивизия, 135-й мотострелковый полк, командир 2-го мотострелкового батальона                                                  | Подполковник              | 14 августа 2008  |                                       |
| Ухватов, Алексей Юрьевич         | 19-я мотострелковая дивизия, 135-й мотострелковый полк, командир разведроты                                                                            | Капитан                   | 5 февраля 2009   |                                       |
| Федотов, Евгений Михайлович      | 4-е Командование ВВС и ПВО, 487-й отдельный вертолётный полк, командир полка                                                                           | Полковник                 | 17 февраля 2010  |                                       |
| Шевелёв, Сергей Юрьевич          | ССПМ: 19-я мотострелковая дивизия, командир мотострелкового разведвзвода                                                                               | Старший лейтенант         | 19 сентября 2008 | Погиб 8 августа 2008                  |
| Шпитонков, Николай Николаевич    | 16-я воздушная армия, 105-я смешанная авиадивизия, 455-й бомбардировочный авиаполк, помощник штурмана полка                                            | Капитан                   | 14 октября 2008  |                                       |
| Яковлев, Юрий Павлович           | 19-я мотострелковая дивизия, 141-й отдельный танковый батальон, командир танковой роты                                                                 | Капитан                   | 19 сентября 2008 |                                       |